# マルシャ・モーターズ
マルシャ・モーターズ（ロシア語: «Маруся Моторс»、英語: Marussia Moters、マルシア・モーターズとも）は、ロシアのスポーツカーメーカー。

## 沿革

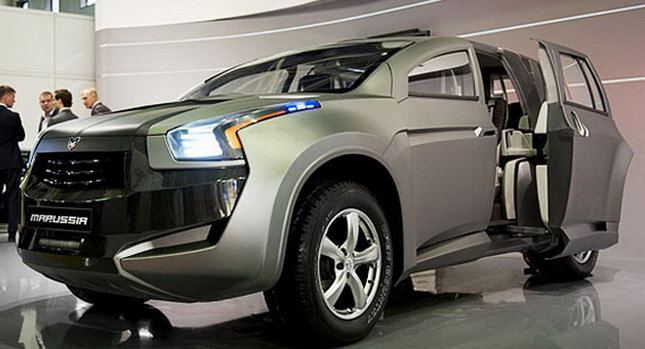
マルシャ・F2

2007年に元レーサーでTVタレントのニコライ・フォメンコが、起業家アンドレイ・チェグラコフ、エフィム・オストロフスキーらと共に設立。「マルシャ」ブランドでのスポーツカーの製造・販売などを手掛け、2008年12月にソ連・ロシアを通じて初のスーパーカーとなるマルシャ・B1を、2009年にマルシャ・B2を発表した。2010年5月にはモスクワでSUVのマルシャ・F2を発表した。
2014年4月、自動車事業の廃止を表明。後述するF1チームの所有権も別会社に移すこととなった。

## F1

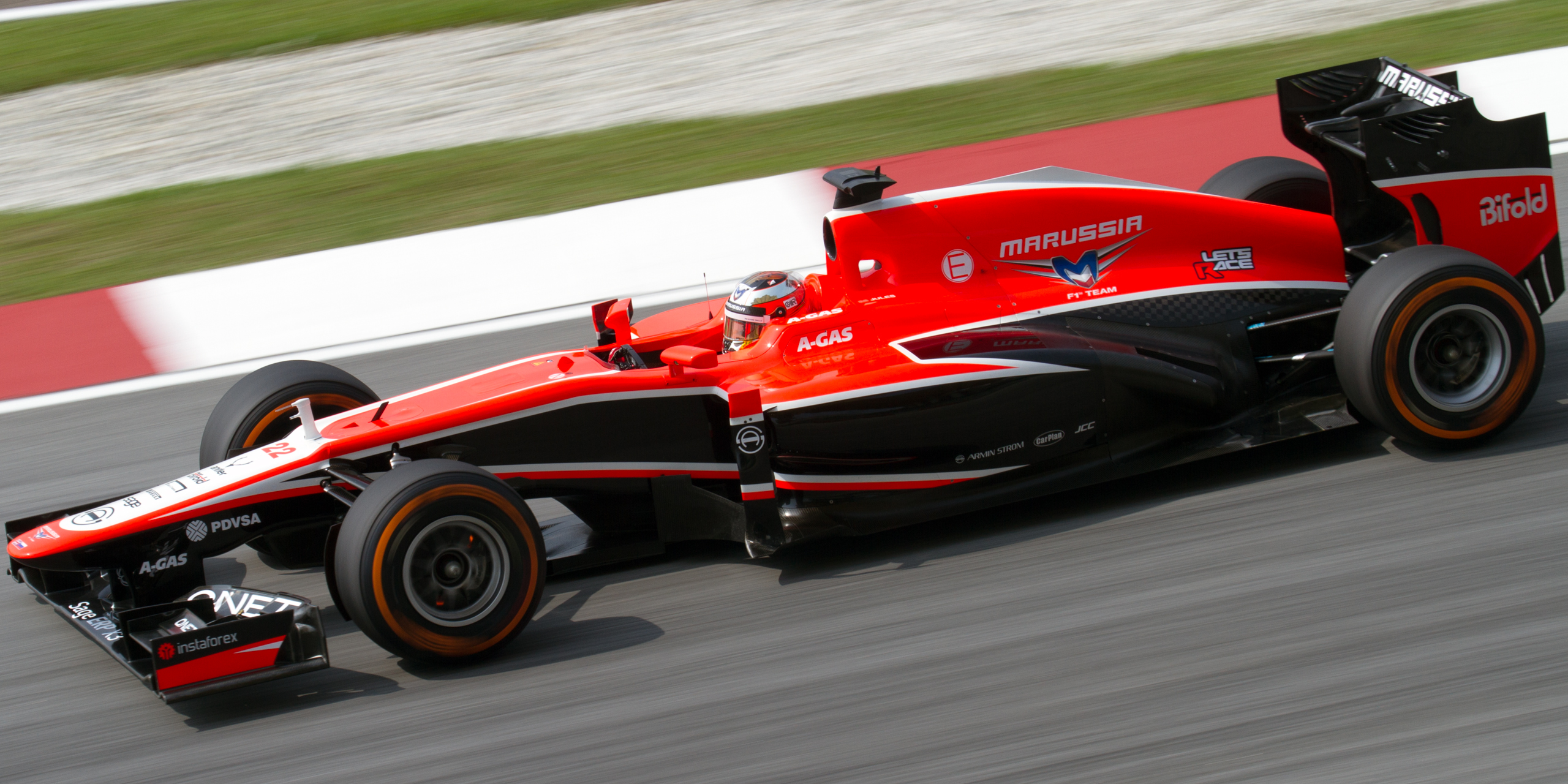
マルシャ・MR02

2010年シーズンはF1チームであるヴァージン・レーシングのスポンサーとなり、その年の11月にはヴァージン・レーシングの株式を過半数取得し、F1チームを所有するようになった。
2011年シーズンはコンストラクターとしては「ヴァージン」のまま、チーム名のみ変更し「マルシャ・ヴァージン・レーシング」としてF1に参入した。また、チーム国籍はロシアに変更した。
2012年シーズンからはチーム名を「マルシャF1チーム」、そしてコンストラクターも「マルシャ」へと変更し、完全なマルシャのF1チームとして参戦。

## 車種一覧

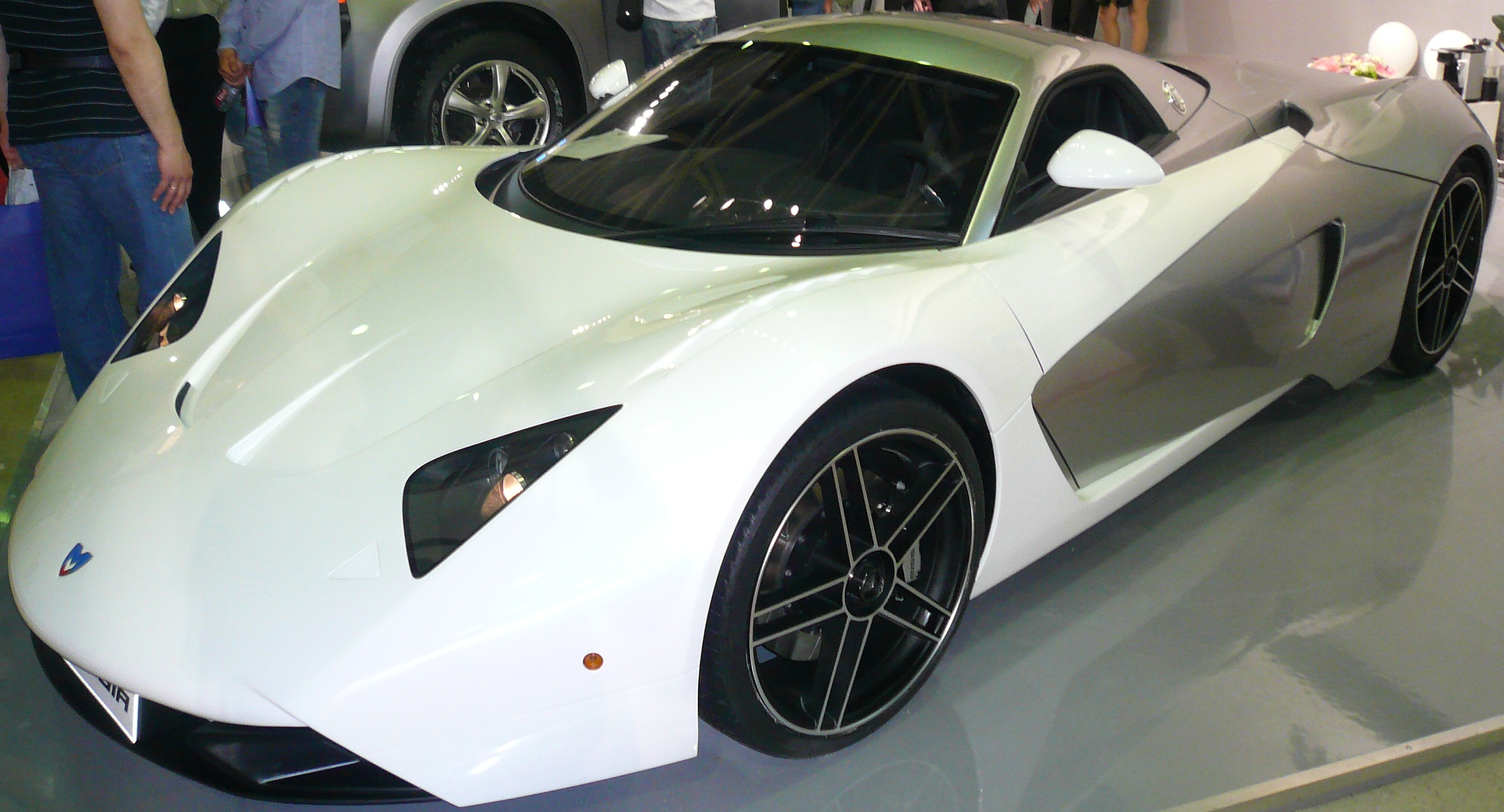
マルシャ・B1 2008年に発表されたソ連・ロシアの自動車メーカー初のスーパーカー[4]。
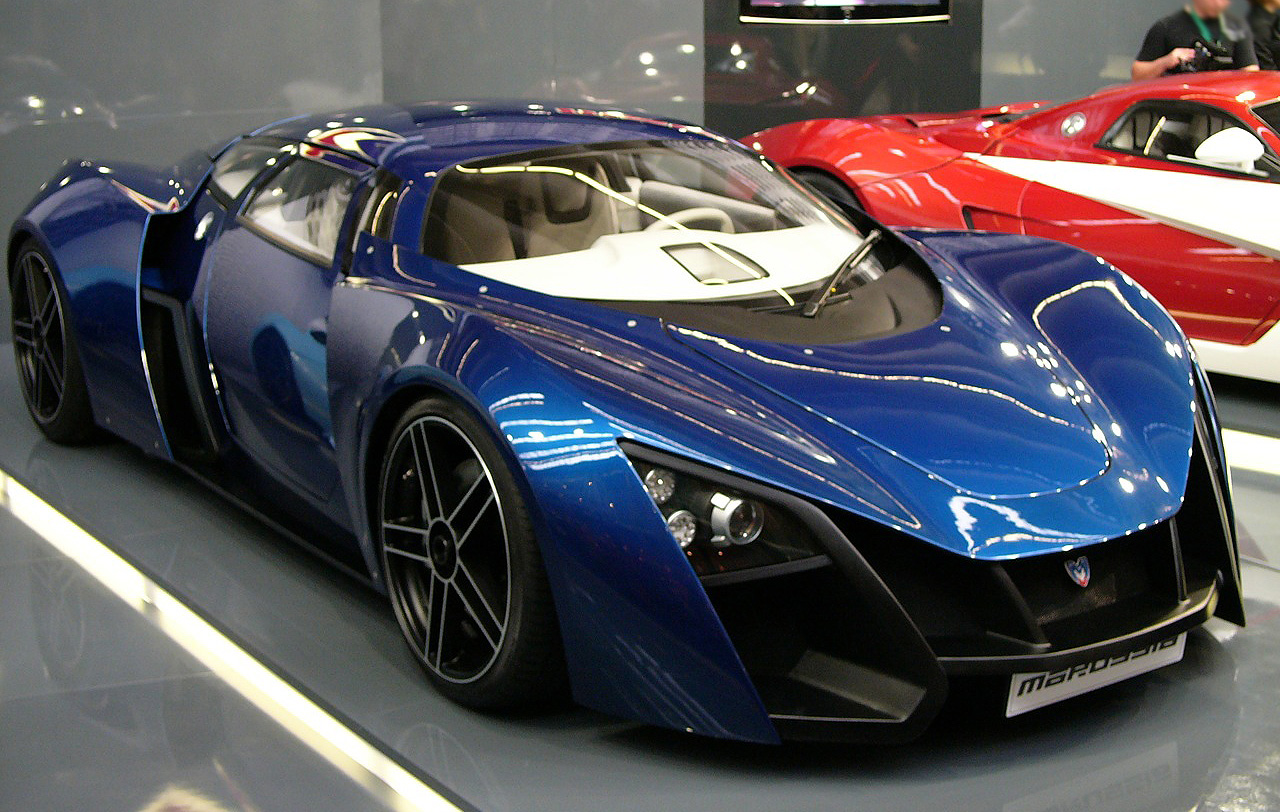
マルシャ・B2 2009年フランクフルトモーターショーで公開された。B1とは外装・内装が異なる。
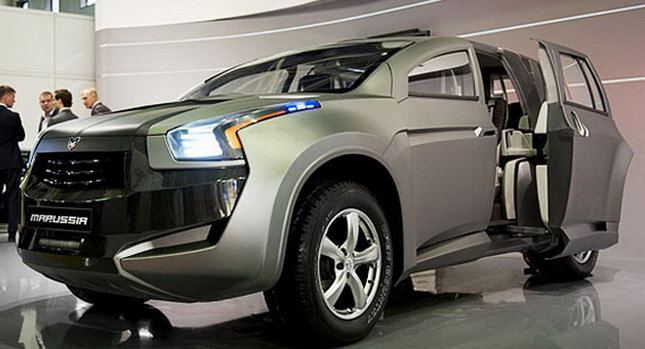
マルシャ・F2 2010年に発表されたSUV車。一般ユーザーのみならず軍や警察などへの販売も想定している[5]。